# 1980年夏季残疾人奥林匹克运动会加拿大代表团
1980年夏季残疾人奥林匹克运动会加拿大代表团是加拿大派出的1980年夏季残疾人奥林匹克运动会代表团。获得64枚金牌、35枚银牌和31枚铜牌。